# Place de la Carrière
Die Place de la Carrière ist ein Platz im Stadtzentrum von Nancy. Sie steht als Monument historique unter Denkmalschutz und gehört gemeinsam mit der Place Stanislas und der Place d’Alliance zum UNESCO-Welterbe.

## Lage
Der Platz liegt nordwestlich der zentralen Place Stanislas in der Altstadt. Die Place Stanislas und die Place de la Carrière sind verbunden über die Rue Héré und durch den Arc Héré städtebaulich getrennt. Der Platz bildet als Verlängerung der Rue Héré eine Sichtachse zwischen herzoglichem Palais und Palais du Gouvernement.

## Architektur
Der lang gestreckte Platz verbindet die Altstadt mit der Neustadt des 18. Jahrhunderts, die von Herzog Stanislas gegründet wurde. West- und Ostseite sind von zwei Reihen Platanen begrenzt. Eine niedrige Mauer fasst den Platz ein, die Ecken werden von vier Brunnen mit Kinderfiguren gebildet. Am südlichen und nördlichen Ende begrenzt ein hoher schmiedeeiserner Zaun den Platz.

## Geschichte

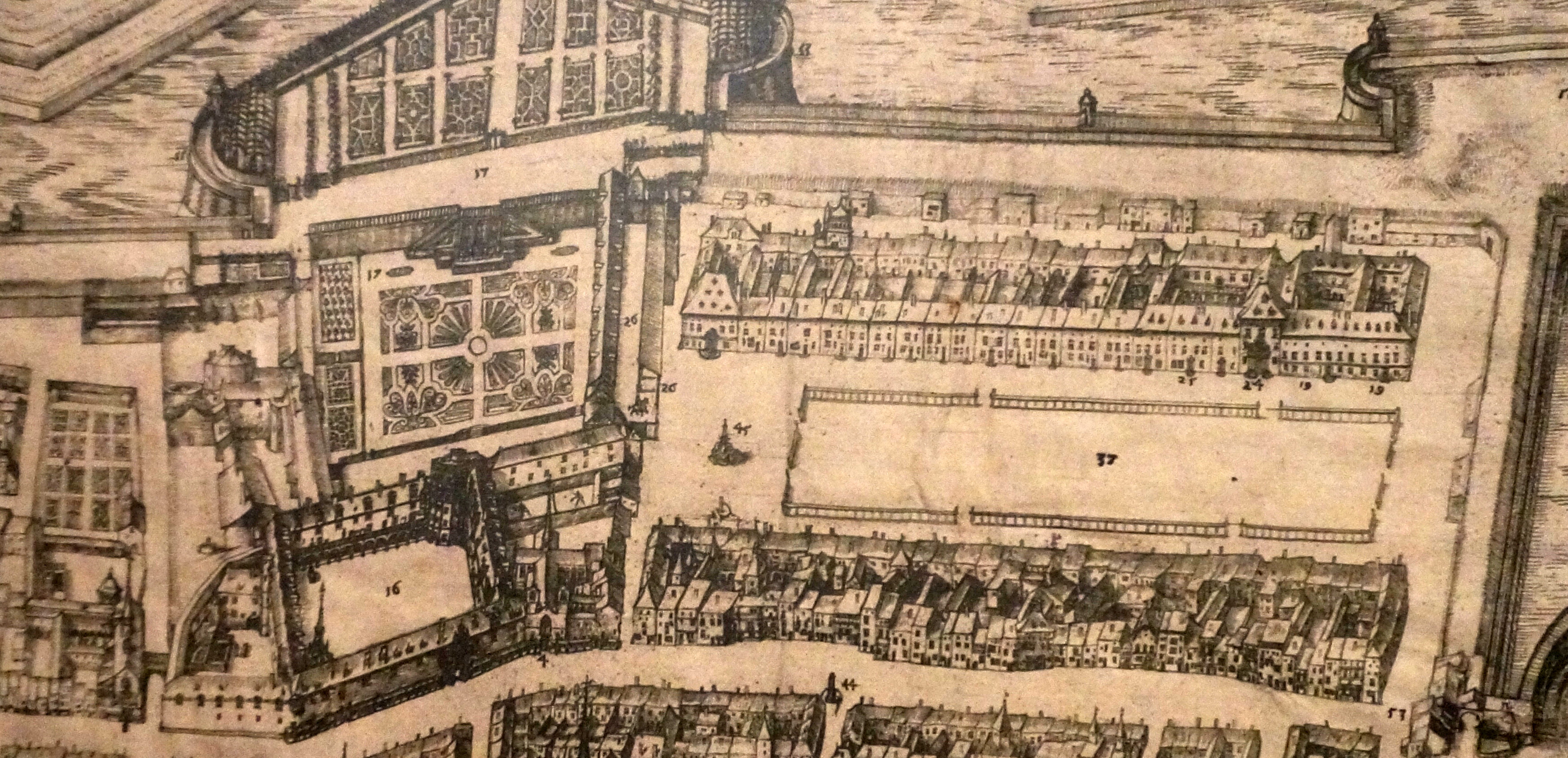
Der Platz vor dem Umbau durch Stanislas

Der Platz wurde im 16. Jahrhundert erbaut, als die Festungsanlagen der mittelalterlichen Stadt versetzt wurden. Rund um den Platz errichteten Adelsfamilien repräsentative Stadtpalais. Der Platz selbst wurde vor allem für Turniere und Reiterspiele genutzt. Ende des 17. Jahrhunderts brachen die französischen Besatzer ein Tor in die Festungswälle der Stadt, um eine Verbindung zwischen Altstadt und der entstehenden Neustadt im Süden außerhalb der Befestigungsanlagen zu schaffen.
Der lothringische Herzog Stanislas I. Leszczynski entschied sich dann Mitte des 18. Jahrhunderts, Altstadt und Neustadt zu verbinden und ein neues Zentrum zu schaffen. Leopold von Lothringen hatte bereits mit dem Bau eines Palastes am nördlichen Ende des Platzes begonnen, der allerdings unvollendet blieb. Dort errichtete Stanislas den Palais de l'Intendance (heute Palais du Gouvernement). Daran schließen sich zum Platz im Westen und Osten zwei große, halbkreisförmige Kolonnaden mit Statuen und Büsten der Götter des Olymps an. Zwei Herrenhäuser im Stil der französischen Renaissance, das Hotel Héré und das Hôtel de Morvilliers, folgen dann zum Platz und bilden das nördliche Ende der flankierenden Bebauung.
An den Längsseiten des Platzes wurden die Stadtpalais im Stil der Renaissance von Emmanuel Héré klassizistisch umgebaut. Das südliche Stadttor wurde im Stil eines prachtvollen Triumphbogens umgebaut, im Südosten mehrere klassizistische Stadtvillen errichtet. Im Zentrum errichtete man einen Platz, der von Orangenbäumen eingerahmt und mit Steinvasen geschmückt wurde, die von den Künstlern Mesny und Lépy geschaffen wurden. An den Ecken errichtete man Brunnen.

## Denkmalschutz
Der Arc Héré, der Palais du Gouvernement und die Säulengänge sind bereits seit 1923 Monuments historiques, große Teile der Fassaden der umgebenden Häuser seit 1925. 2003 und 2005 wurde der Denkmalschutz ausgeweitet. Im Dezember 1983 wurde die Place de la Carrière gemeinsam mit der Place Stanislas und der Place d’Alliance in die Liste des UNESCO-Weltkulturerbes aufgenommen.